# Idaea abnorma
Idaea abnorma là một loài bướm đêm trong họ Geometridae.